# 櫻之詩
《櫻之詩 －在櫻花之森上飛舞－》是日本遊戲品牌枕製作並於2015年10月23日所推出的WindowsPC平台戀愛冒險成人遊戲。最初預定於2004年春天發售，並命名為《櫻之詩 -The tear flows because of tenderness.-》（サクラノ詩 -The tear flows because of tenderness.-）。2005年3月26日至2006年3月26日於《月刊Comp Ace》連載漫畫作品《櫻之詩 -The tear flows because of tenderness.-》，單行本於2006年6月7日發售，共一冊。
2023年2月24日發售續作《櫻之刻 －在櫻花之森下漫步－》（サクラノ刻 -櫻の森の下を歩む-）。

## 简介
春天。由于世界著名的艺术家父亲的去世，变得天涯孤独的主人公·草薙直哉，要开始了寄居在友人的夏目圭家的生活。在那里迎接他的是在他将要上学的地方担任班主任的夏目蓝，以及从事演员的圭的妹妹夏目雫。然后，随着新学期的到来，幼时转校离去的青梅竹马御樱禀再度出现在他的面前。随风飞舞的樱花花瓣的彼方，那是，有如曾经约定下的再会——。时间将思念重叠在一起，当感情的奔流成形之时，在那里相遇到的光景将会是？
长久以来被冻结的《櫻之詩》计划终于再次启动。以「言语和旋律」、「活在幸福中」为主题的《美好的日子 ～不連續存在～》的作者，将会一边沿袭其主题一边描绘这之前的物语《櫻之詩》。 原画家任用了狗神煌和笼目。《素晴らしき日々》之前的故事，梯子之上的风景，是反哲学的物语。极其自然的日常物语。

## 登場角色

### 男主角
草薙直哉
男主角。弓張學園學生。偏向无口。画家草薙健一郎的儿子，少年时期有着与曾被称为神童相呼应的本领，现在已弃笔。在夏目家介入前一直过着贫乏的生活。

### 女主角
御櫻禀（聲優：萌花ちょこ）
直哉的青梅竹馬。所屬弓張學園美術部美術社。
夏目藍（聲優：澤田夏）
夏目家長女。擔任教師暨美術社顧問。
夏目雫
夏目家次女。
鳥谷真琴（聲優：五行薺）
直哉的同學。美术社社長。
冰川里奈（聲優：藤森ゆき奈）
與直哉十分友好的少女。自稱「妹後輩」。

### 弓张学园美术部关系者
夏目圭（聲優：藤神司朗）
直哉的朋友。直哉、真琴、禀的同學。将草薙直哉邀请到自己家，並讓他寄居。对待绘画非常认真，相信自己与直哉将会成为超越草薙键一郎的世界艺术家。
川內野優美（聲優：大花どん）
弓張學園新生。
明石亘（聲優：中里圭太）
前美術社社長。明石三兄妹長男。为了实行某个计划而过着学校生活。
瀧澤·托瑪斯·內格爾·淳平
留學生。法國人。

### 弓张学园学生
明石小牧（聲優：雪村とあ）
亘的妹妹，小沙智的雙胞胎姐姐。學園的學生會長，並被臨時派至弓張教會擔任修女。有着非常温和的性格，被众人所仰慕着。
明石小沙智（聲優：歩サラ）
亘的妹妹，小牧的雙胞胎妹妹。學生會副會長，跟姐姐一样也兼任着修女工作。

### 主人公的关系者
草薙键一郎
天才画家。主角草薙直哉的父親。

### 女主角的关系者
吹（聲優：鈴谷まや）
謎之少女。

## 製作人員
- 總指揮：[2]
- 原画：狗神煌、籠目、基4[14]
- 編劇：、淺生詠[14]
- 音樂：松本文紀（Metrowing）、ryo
- 歌：[14]

## 主題歌
櫻之詩
作詞： / 作曲・編曲：松本文紀（Metrowing） / 歌：（Metrowing）
III章 Oiympia 片尾曲Bright pain
作詞：御空氣色 / 作曲・編曲：Blasterhead / 歌：橋本美雪
III章 PicaPica 片尾曲Pica pica
作詞： / 作曲・編曲： / 歌：monet
III章 ZYPRESSEN 片尾曲
作詞： / 作曲・編曲： / 歌：monet
III章 A Nice Derangement of Epitaphs 片尾曲
作詞： / 作曲・編曲：松本文紀(Metrowing) / 歌：（Metrowing）
IV章 片尾曲DearMyFriend
作詞： / 作曲・編曲：松本文紀(Metrowing) / 歌：（Metrowing）
V章 片尾曲
作詞： / 作曲・編曲： / 歌：monet

## 漫畫
由所作的漫畫《櫻之詩 -The tear flows because of tenderness.-》連載於2005年3月26日至2006年3月26日的角川書店雜誌《月刊Comp Ace》。1本單行本於2006年6月7日發售。
| 卷數 | 角川書店     | 角川書店               |
| 卷數 | 發售日期     | ISBN                   |
| ---- | ------------ | ---------------------- |
| 1    | 2006年6月7日 | ISBN 978-4-0471-3835-3 |

## 評價
《櫻之詩》於2015年度的「萌系遊戲大賞」獲得2015年大賞、用戶支持金賞。在Getchu舉辦的2015年美少女遊戲大賞中獲得綜合部門第1名、劇本部門第1名、音樂部門第1名、影片部門第1名、角色部門夏目藍第2名。被評為2ch 2015年度最佳galgame。批评空间2015年度galgame排行第1名。
《樱之刻》在发售后登上了各大平台的美少女游戏排行榜——它在首次登上杂志《BugBug》销量排行榜时夺得首位，杂志评价該作作为拿下了2015年度萌系游戏大赏大奖作品《櫻之詩》的续作，时刻多年的推出令作品粉丝心跳不已，剧情能够让他们好好享受；它在日本ACG相关商品销售网站Getchu屋首次登上销量排行榜时，初回限定版和普通版分别排在首位和第3位，次月初回限定版和普通版分别排在第5位和第19位，亦被玩家票选為Getchu2023年2月最佳的美少女遊戲，在2023年度萌系游戏大赏中本作获得大赏。

## 外部連結
- 官方网站  （日語）
- 《櫻之詩》在視覺小說數據庫的頁面 （英文）
- 《樱之刻》在視覺小說數據庫的頁面（英文）